# Grand martyr
Le titre de Grand martyr (μεγαλόμαρτυρ / Mégalomartur ; Великомученик (en russe : Vélikomoutchénik) ; magnus martyr) est un  titre que l'usage et la tradition chrétienne-orthodoxe accordent à quelques saints martyrs répondant aux quatre critères suivants :
1. l'ancienneté : martyrs antérieurs à 313 ;
2. la popularité ;
3. la laïcité : évêques (ou épiscope), prêtres et diacres martyrs sont quant à eux hiéromartyrs[1] ;
4. le fait de ne pas être protomartyr (premier martyr).

Cet usage ancien n'a jamais fait l'objet d'une norme parce que ce n'est pas l'habitude de l'Église orthodoxe.
On trouvera ci-dessous une liste des saints couramment qualifiés de « mégalomartyrs » dans les calendriers et les synaxaires, ainsi qu'une liste de saints qui, tout en répondant aux quatre critères énoncés ci-dessus, ne sont que rarement qualifiés de « mégalomartyrs ».

## Les mégalomartyrs selon l'usage grec et orthodoxe

### Les saints mégalomartyrs
- Artème d'Antioche, 20 octobre

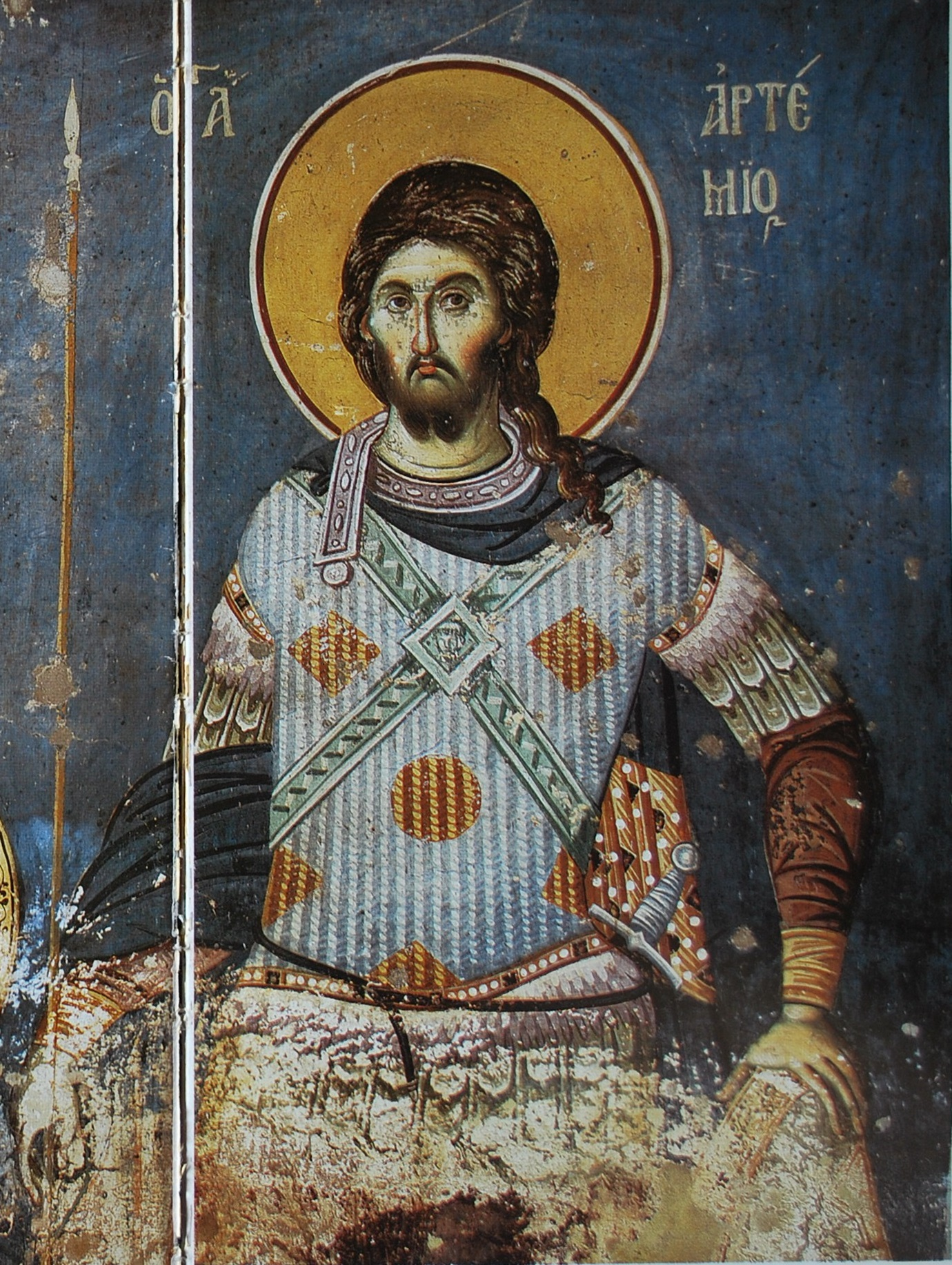
Le Grand-martyr Artème d'Antioche.

- Démétrios de Thessalonique, 26 octobre
- Eustache de Rome, époux de Théopista, 20 septembre
- Georges de Lydda, 23 avril et 3 novembre (translation des reliques)
- Jacques le Persan (en), 27 novembre
- Ménas de Phrygie (également Minas, Mina, Mena, Mennas), 11 novembre
- Mercure de Césarée de Cappadoce, 25 novembre
- Pantéleïmon de Nicomédie, 27 juillet
- Procope de Scythopolis (ou de Césarée), 8 juillet
- Théodore Tiron, 17 décembre, 19 mars
- Théodore le Stratilate, 8 février, 8 juin
- Tryphon de Lampsaque, 1er février
- Victor de Damas, 11 novembre

### Les saintes mégalomartyres
- Anastasie d'Illyrie, 22 décembre
- Barbara d'Héliopolis, 4 décembre
- Catherine d'Alexandrie, 25 novembre
- Christine de Tyr, 24 juillet

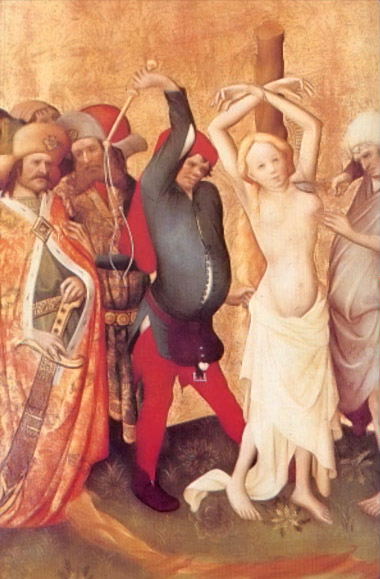
Barbe la grande martyre.

- Euphémie de Chalcédoine, 16 septembre et le miracle de 351 commémoré le 11 juillet
- Marguerite d'Antioche (ou Marine ou Marina ou Magali), 17 juillet
- Parascève d'Iconium, 28 octobre

## Autres saints parfois appelés mégalomartyrs

### Les saints martyrs
- Nicétas le Goth, 15 septembre
- Sébastien de Rome, 18 décembre et 20 janvier

### Les saintes martyres
- Agnès de Rome, 21 janvier
- Agathe de Catane, 5 février
- Lucie de Syracuse, 13 décembre
- Théopista de Rome, épouse d'Eusthate de Rome, 20 septembre
- Irène de Perse ou Irène de Magédon, 5 mai

NB : Thècle d'Iconium peut être considérée comme protomartyre comme l'est le diacre Étienne.